# Ordenações Manuelinas
As Ordenações Manuelinas, ou Código Manuelino, são três diferentes sistemas de preceitos jurídicos que compilaram a totalidade da legislação portuguesa, de 1512 ou 1513 à 1603. Fizeram parte do esforço do rei Manuel I de Portugal para adequar a administração no Reino ao enorme crescimento do Império Português na Era dos Descobrimentos. Consideradas como o primeiro corpo legislativo impresso no país, elas sucederam as pioneiras Ordenações Afonsinas, ainda manuscritas, e vigoraram até à publicação das Ordenações Filipinas, durante a União Ibérica. Representam um importante marco na evolução do direito português, consolidado o papel do rei na administração da Justiça e afirmando a unidade nacional.

## História
É sabido que a imprensa (prensa móvel) foi trazida para Portugal pelos judeus e as primeiras obras impressas eram religiosas, ou relacionadas. A arte da prensa também já era usada pela Igreja Católica, mas até então nunca havia sido usada pelo Estado. D. Manuel I foi "o primeiro monarca português a servir-se das vantagens da produção tipográfica para expor a sua política governativa” e “procurou utilizá-la para fins propagandísticos relacionados com a sua política imperial” Brito Aranha chega a afirmar que “em tal conta el-rei Dom Manuel teve essa arte, e tão importante a julgou pelo seu fulgurante clarão, que aos que a exerciam concedeu, como é sabido, privilégios e isenções que por então eram regateados e só concedido a pessoas de nobre estirpe”.
Quando assumiu o trono em 1495, visando corrigir e atualizar as Ordenações Afonsinas, D. Manuel já tinha em mente um novo Código e a tarefa incumbiu a Rui Boto, conselheiro régio desde 1491 e Chanceler-Mor do Reino desde 1505. A tarefa de imprimir os cinco livros das Ordenações coube a Valentim Fernandes, alemão da Morávia, mas que servia o monarca português tendo inclusive aportuguesado seu nome. A tarefa se mostrou demorada, pois o primeiro livro saiu em 1512 e o terceiro apenas em 1513. Até hoje não se sabe se houve ou não uma edição completa de Valentim Fernandes.
A esta seguiu-se outra em papel, em 1514, em que foram feitas correcções pontuais. O trabalho foi feito por João Pedro Bonhomini de Cremona usando os aparelhos da oficina de Valentim Fernandes, tendo sido feita também uma versão em pergaminho. Curiosamente os livros não foram impressos na ordem numérica, mas começando pelo terceiro e terminando pelo segundo. O terceiro e quarto livros ficaram prontos em 11 e 24 de Março, respectivamente, o quinto em 28 de Junho, o primeiro em 30 de Outubro e o segundo em 15 de Dezembro. A tiragem foi inicialmente de cinco mil exemplares, mil de cada tomo. O custo de realização da obra foi considerável, da ordem dos 700 mil réis. Um alvará de Dom Manuel I, de Outubro de 1514, dá autorização à Casa da Índia a entregar a Valentim Fernandes especiarias no valor de 300 mil réis, como parte do pagamento pelos serviços prestados.

### Segunda Versão (recém-descoberta)
Fragmentos de um segundo sistema até agora desconhecidos foram recentemente descobertos pela Doutora Helga Maria Justen, ao restaurar um livro também do séc. XVI (Breve Memorial dos pecados, de Garcia de Resende, impresso por Germão Galharde, em 1521). Essa versão foi chamada "o segundo sistema das Ordenações Manuelinas", periodizado entre cerca 1517-1518, com impressão ao alemão Jacobo Cromberger, chamado por D. Manuel a Portugal para "usar da nobre arte de impressão". Desse modo, o sistema de Ordenações que vigorou entre 1521 e 1603, e que ao longo desses anos conheceu diferentes impressões, passa a ser considerado o "terceiro sistema das Ordenações Manuelinas".

### Terceira Versão
A versão definitiva foi publicada parcialmente em Sevilha e foi finalizada em Évora em 11 de Março de 1521. Neste ano, para evitar confusões, por Carta Régia de 15 de Março, o monarca determinou que todos os possuidores de exemplares das Ordenações de 1514 os destruíssem no prazo de três meses, ao mesmo tempo que determinou aos concelhos a aquisição da nova edição. 
A esta primeira edição do terceiro sistema seguiram-se mais três: a segunda, de cerca de 1533, foi impressa na oficina de um certo francês Germão Galhardo, que trabalhava em Lisboa. A terceira foi terminada em 1539 e impressa pelo sevilhano Juan Cronberger, com a colaboração de Germão Galhardo, que imprimiu partes da edição. A quarta e última foi finalizada em Março de 1565 na tipografia de Manoel João, em Lisboa, às custas de Francisco Fernandes. Sabe-se que a obra era vendida por 500 reais, sendo que 100 eram para pagar o licenciado Mateus Esteves, que conferia e atestava a sua fidelidade, autenticando na última folha da obra.

## Estrutura
Seguindo o plano das Ordenações Afonsinas, a nova compilação abrangia também cinco livros, subdivididos em títulos e parágrafos, mas com a supressão das normas revogadas. Quanto à forma, a principal diferença residia no facto de se apresentarem redigidas em estilo mais conciso, com todos os preceitos redigidos em estilo decretório, mesmo quando na reprodução de normas já vigentes.
A ordenação da recém-descoberta segunda versão é bem diferente da primeira, mas parecida com a agora chamada terceira versão.